# Пископи
 Тази статия е за селото в Урумлъка.  За съседното негушко село, с гръцка форма на името Епископи, вижте Пископия.  За други селища на име Епископи вижте Епископи.
Пископи (на гръцки: Επισκοπή, Епископи) е село в Република Гърция, дем Александрия, област Централна Македония.

## География
Селото е разположено в областта Урумлък (Румлуки), на 12 km югозападно от Александрия (Гида) и на 15 km североизточно от Бер (Верия), на надморска височина от 20 m, край главния път Александрия-Бер.

## История

### В Османската империя
В XIX век Пископи е село в Османската империя. Александър Синве („Les Grecs de l’Empire Ottoman. Etude Statistique et Ethnographique“) в 1878 година пише, че в Епископи (Episcopi), Камбанийска епархия, живеят 180 гърци. Според Васил Кънчов („Македония. Етнография и статистика“) в 1900 година Пископи е село в Берска каза и в него живеят 250 българи християни. Кънчов пише: 
| „ | Една ивица отъ български чифлици се спуща край десния брѣгъ на Бистрица до морето. Обаче и тя е изложена на погръчанье и селата Либеново, Миленово, Нисель, Гусалъ, Пископа сѫ двоезични. | “ |

### В Гърция
През Балканската война в 1912 година в селото влизат гръцки части и след Междусъюзническата в 1913 година Пископи остава в Гърция.
В „Етнография на Македония“, издадена в 1924 година, Густав Вайганд описва Пископи като гръцко-българско село на самата езикова граница:
| „ | Започвайки от североизток, за граница служи Вардар от неговото устие до вливането на Караасмак, след това новопостроеният, а не старият селски път почни наблизо до Верея (Бер) до селата Микрош и Туркохори, едното има смесено население от българи и гърци, след това, следвайки железопътната линия, стига до Няуста (Негуш), която въпреки че е български град, е напът да бъде гърцизирана, защото голяма част от жителите му говорят в семейството си гръцки. Селата Тарман и Ая Марина са български. Гръцките гранични села следователно са Плати, Палйохори, чиито жители са дошли от Кулакия, Гида, Ресна, Пископи (също известен брой български семейства), Кавашла, Ставрос, Микрос или Микровутци, Туркохори (българи и гърци), Яворница, Рупен, Няуста. | “ |

В 20-те година в селото са заселени малко гърци бежанци. В 1928 година от 345 души само 9 са бежанци. Селото е заможно, благодарение на богатата почва, части от която се наводняват. Произвежда се предимно памук, пшеница, бостан и други.
| Година    | 1913 | 1920 | 1928 | 1940 | 1951 | 1961 | 1971 | 1981 | 1991 | 2001 | 2011 | 2021 |
| --------- | ---- | ---- | ---- | ---- | ---- | ---- | ---- | ---- | ---- | ---- | ---- | ---- |
| Население | 316  | 323  | 343  | 504  | 569  | 698  | 678  | 684  | 668  | 535  | 462  | 387  |

## Личности
Родени в Пископи
- Йоанис Даукопулос (Ιωάννης Δαουκόπουλος), Аргириос Евтимиу (Αργύριος Ευθυμίου) и поп Константинос (Παπακωνσταντίνος), гръцки андартски дейци, епитропи на гръцкото училище[6]